# Guten Morgen, du Schöne
Guten Morgen, du Schöne ist ein Buch von Maxie Wander von 1977. Es war eines der erfolgreichsten Bücher in der DDR. Es gab mehrere Neuauflagen, dazu Theaterinszenierungen, Verfilmungen und Übersetzungen.

## Geschichte
Die österreichische Autorin  Maxie Wander lebte mit ihrem Mann, dem österreichisch-jüdischen Schriftsteller Fred Wander seit 1956 in der DDR. Um 1976 befragte sie  Frauen zu ihren persönlichen Empfindungen, Erlebnissen und Wünschen. Die entstandenen Tonbandprotokolle veränderte sie danach zu monologischen Selbstauskünften.
Das Buch Guten Morgen, du Schöne erschien im August 1977 im Buchverlag Der Morgen und wurde in der DDR noch in jenem Jahr über 60.000 Mal verkauft.
1978 erschien eine westdeutsche Lizenzausgabe bei Luchterhand, mit einigen Änderungen. Die Lebensalter der Frauen wurden in den Überschriften ergänzt, es gab einige kleinere Veränderungen im Text und die Porträts der 18-jährigen Petra und der 92-jährigen Julia wurden entfernt. Dafür wurde ein Vorwort von Christa Wolf eingefügt, das auch in spätere DDR-Ausgaben aufgenommen wurde. Auch die Ausgabe in der Bundesrepublik wurde sehr erfolgreich und besonders wegen ihrer Natürlichkeit und Unmittelbarkeit gelobt.
Kein belletristisches Werk, das in der DDR entstanden war, hatte eine solche enorme Wirkung über einen längeren Zeitraum wie Guten Morgen, du Schöne.

## Literarische Gestaltung
Maxie Wander nutzte die Tonbandprotokolle mit den Interviews als inhaltliche Grundlage, nahm danach jedoch teilweise erhebliche Veränderungen vor.
Christa Wolf hatte bereits angemerkt:

„Niemand soll meinen, hier werde ihm eine mechanische Abschrift vorgesetzt, Material, Rohstoff. Maxie Wander hat ausgewählt, gekürzt, zusammengefaßt, umgestellt, hinzugeschrieben, Akzente gesetzt, komponiert, geordnet - niemals aber verfälscht.“

Als Beispiel sei „Petra“ genannt, die  mit ihrer Schwester „Susanne“ von Maxie Wander befragt wurde:

„[S]: Ein Mann kann doch machen, was er will, er kann sich s.[eine] Freundin
aussuchen, der geht alleine in die Kneipe.

[M.W.:] Du kannst das nicht?

[S:] Ich allein, ganz alleine an einen Tisch setzen? Also in […] könnte ich es auf
gar keinen Fall […]

[M.W.:] […], hast du nun das Bed.[ürfnis], dich in die Kneipe zu setzen?

[S:] Nein.

[M.W.:] Warum willst du dann tauschen? Was willst du noch dürfen, was du nicht darfst.

[S:] Ich weiß nicht, irgendwie mehr Freiheit.“

Im Buch wurde daraus

„Zu Hause konnte ich nie alleine in die Kneipe gehen. Susanne hat sich das erlaubt, aber bei ihrem Aussehen, kann man sich alles erlauben. Einem Mädchen glaubt man einfach nicht, daß es sich so hinsetzt und sein Bier trinken will. Das legt man ihr so aus: Na, kommt denn keiner? Ich hab eigentlich keine Lust, allein in eine Kneipe zu gehen, es geht mir darum, daß ich alles tun kann, wenn ich Lust dazu
hätte. Für mich sind diese Freiheiten, die man im Prinzip hat oder nicht hat, sehr wichtig.“

Maxie Wander hat „Petras“ Selbstbewusstsein überhöht dargestellt.
Auch einige biographische Rahmendaten wie Name und Alter wurden verändert und eine Tätigkeit in der Datenverarbeitung eingefügt, obwohl in dem Gespräch gar nicht über den Beruf gesprochen wurde.
Die Malerin Hannelore Röhl wurde als „Lena“ porträtiert. Auch hier wurden einige Veränderungen vorgenommen.
Als sie den fertigen Textentwurf bekam, wurde sie sehr ärgerlich und beschwerte sich bei der befreundeten Autorin Maxie Wander in einem Brief.
Das Buch war aber bereits im Druck. Andere Interviewte wurden möglicherweise vorher überhaupt nicht informiert.
Als das Buch dann erschienen war, war Hannelore Röhl über den Erfolg und die Wirkung sehr gerührt und verzieh der Autorin die Vermischung mit einer anderen Person. Sie wurde trotzdem von einigen Bekannten als „Lena“ erkannt.

## Bearbeitungen

### Theater
Im März 1978 inszenierte das Deutsche Theater in Berlin sechs Porträts. Danach gab es dort über 100 Vorstellungen bis 1980, darunter auch Gastspiele in anderen Städten und Dörfern und in West-Berlin. Seit 1981 gab es parallel eine zweite Inszenierung nach den Protokollen.
1980 war Guten Morgen, du Schöne der meistgespielte Text auf DDR-Bühnen, 1983 gab es 35 Theater mit Inszenierungen, darunter sieben bereits mit einer zweiten Fassung.
Nach der Inszenierung am Deutschen Theater gab es eine Schallplattenaufnahme Guten Morgen, du Schöne: Sechs Frauenporträts nach dem Buch der Maxie Wander (Zwei Aufführungen des Deutschen Theaters Berlin). Künstlerische Leitung: Regina Griebel und Gabriele Heinz. Litera / VEB Deutsche Schallplatten, Berlin (DDR) 1985, Nr. 8 65 371 und 8 65 372 

### Verfilmungen
Der Regisseur Hans-Werner Honert verfilmte 1979 die Porträts von drei Frauen für das DDR-Fernsehen, die jedoch verboten wurden. Vera Loebners drei weitere Porträts wurden im November 1979 gezeigt, drei weitere von Thomas Langhoff im März und April 1980. Zu den Darstellerinnen gehörten bekannte Schauspielerinnen wie Jutta Wachowiak, Ruth Reinecke und Barbara Dittus.
- 1. Guten Morgen, du Schöne: Susanne/Gudrun/Angela, 1979, von Hans-Werner Honert; erst 1990 gezeigt

- 2. Guten Morgen, du Schöne: Doris (Ich bin wer), 1979, von Vera Loebner, mit Barbara Dittus
- 3. Guten Morgen, du Schöne: Steffi (Brot und Kaviar), 1979, von Vera Loebner, mit Walfriede Schmitt
- 4. Guten Morgen, du Schöne: Barbara, 1979, (Schaut her, hier ist auch eine) von Vera Loebner[14]
- 5. Guten Morgen, du Schöne: Rosi (Sekretärin – 36 Jahre), 1980, von Thomas Langhoff[15]
- 6. Guten Morgen, du Schöne: Ute (Datenverarbeiterin – 23 Jahre), 1980, von Thomas Langhoff[16]
- 7. Guten Morgen, du Schöne: Julia (Rentnerin – 82 Jahre), 1980, mit Lotte Loebinger

### Hörstück
- Ich bin ich. Drei Frauen aus dem Buch der Maxie Wander, von Ulrich Griebel, Regie Barbara Plensat, mit Karin Gregorek (Steffi), Marianne Wünscher (Karoline), Jenny Gröllmann (Ute), Rundfunk der DDR, Erstsendung am 26. September 1978[17]

## Würdigungen
Die Berliner Zeitung würdigte das erfolgreiche Buch 2007.

„"Da ist es endlich", jubelte der Südwestfunk, "ein Buch von Frauen über Frauen, das Maßstäbe setzt." Die neue Form der Schwesterlichkeit, die da von drüben käme, lasse sich nicht in Westpaketen aufwiegen. Das ewige Manko jeder Kunst, ihre Künstlichkeit, in diesem Buch schien es vergessen zu sein. Nicht um Erbauung oder Erziehung ging es, sondern schlicht um Erfahrung - der Anbruch der Wirklichkeit in der Literatur. Maxie Wanders "Guten Morgen, du Schöne" war einmal das vielleicht berühmteste Werk der DDR-Literatur. (...) 
Jede der Frauen spricht zuerst für sich, verteidigt ihr Recht auf Individualität - in einer Deutlichkeit, die für DDR-Verhältnisse neu und so gut wie einmalig war. (...)  "Guten Morgen, du Schöne" liest sich als eine einzige, sehr poetische Gegendarstellung - der Einklang von Literatur und Leben. (...)“

Der Literaturwissenschaftler Wolfgang Emmerich lobte

„So ungeschminkt und lebendig hatte man Frauen bisher nicht sprechen hören. Souverän und
sprachmächtig äußern sie sich in den Gesprächen mit der Herausgeberin über ihre
Lebensgeschichte, familiäre Sozialisation (zumeist schon in der DDR-Ära), neue Familie, Arbeit, Sexualität – aber auch über unerfüllte Sehnsüchte und Hoffnungen. (...) Kaum ein Buch sagt so viel über die DDR aus, wie Maxie Wanders Protokollband.“

Und in der Mitteldeutschen Zeitung war 2017 zu lesen

„Noch heute ist „Guten Morgen, du Schöne“ eine Starkstrom-Lektüre. Aufrührend, aufrührerisch.“

## Nachwirkungen
Danach entstanden nach diesem Vorbild weitere Dokumentardarstellungen in der DDR, von denen Irina Liebmanns Berliner Mietshaus (1982) und Christine Müllers Männerprotokolle (1985) am bekanntesten wurden.
Auch in den folgenden Jahrzehnten gab es weitere Bücher, Theaterinszenierungen und ein Hörstück, die nach dem gleichen Muster persönliche Berichte von anderen Frauen (und seltener Männern) darstellten.
Die Texte von Maxie Wander beeindrucken auch heute noch durch ihre Unmittelbarkeit und Direktheit, in denen die Frauen ihre persönlichen Gefühle und Erlebnisse beschreiben.
Regisseur Torsten Körner nimmt mit dem Untertitel seines Dokumentarfilms Die Unbeugsamen 2 – Guten Morgen, Ihr Schönen! (2024) Bezug auf Wanders Buch. Der Film porträtiert Frauen aus unterschiedlichen Gesellschaftsschichten der DDR und ihren Kampf um Teilhabe und Selbstbestimmung. Angelehnt an Maxie Wanders Methode befragte er Frauen der ehemaligen DDR zu ihren persönlichen Erfahrungen.

## Textausgaben
DDR-Ausgaben
- Guten Morgen, du Schöne. Protokolle nach Tonband. Buchverlag Der Morgen, Berlin 1977.
- fast jährliche Neuauflagen bis 1990, mit Vorwort von Christa Wolf[22][23]
- Neuausgaben dtv, München 1993; 1994, ISBN 3-423-11877-6.

Westausgabe
- Guten Morgen, du Schöne Luchterhand, Darmstadt und Neuwied 1978, mit Vorwort von Christa Wolf, ohne die Porträts von Julia und Petra und mit einigen kleinen Veränderungen im Text durch den Verlag.
- Neuauflage Luchterhand, 1980, auch Taschenbuchausgabe
- Neuauflagen Suhrkamp Verlag, Frankfurt am Main 2007, ISBN 978-3-518-45962-1.

Hörbuch
- Guten Morgen, Du Schöne: drei Porträts. (Reihe Ausditorium – das Hör-Archiv.) Gesprochen von Marianne Wünscher; Jenny Gröllmann; Karin Gregorek. Regie: Barbara Plensat. Barbarossa-Verlag, Kleinmachnow und Aufbau-Verlag, Berlin 1999, ISBN 978-3-351-03909-7, mehrere Neuausgaben.

Übersetzungen
- ins Niederländische (1980/1981), Tschechische (1981), Estnische (1986), Finnische (1986), Italienische (1987), Ungarische (1987), Spanische (2017), Schwedische, Bulgarische, Dänische und weitere Sprachen.[24]